# 美術館通り (高松市)
美術館通り（びじゅつかんどおり）は、香川県高松市の法泉寺前交差点から今新町交差点へ至る、約0.7kmにおける高松市道二番町築地線の愛称である。
愛称の由来は、この通り沿いにある高松市美術館によるもので、1988年1月28日に制定された。

## 概要
- 高松市中心部を東西に横切る対面通行道路であり、丸亀町商店街以西はビジネス街、以東は繁華街を形成している。
- 国道11号以北の高松市中心部において東西方向の道路はほとんどが終日一方通行である中、この道路は対面通行の道路である。そのほか、中央通りを横断できる信号機付きの道路である。

## 路線データ
- 幅員：11m
- 車線数：2車線
- 最高速度：40km/h

## 都市計画道路指定
都市計画道路二番町築地線は当道路が属する高松市道二番町築地線の全線からなる。1946年6月5日、戦災復興院告示39号により指定。車線数・名称などを除く最終決定日は1979年1月9日。最終告示は、2004年5月17日の高松市告示325号。
都市計画道路二番町築地線
- 指定部分：全線
- 路線番号：3・4・134
- 指定日：1946年6月5日

## 沿線施設
- 法泉寺
- 大和証券高松支店
- 三井住友信託銀行高松支店（旧中央三井信託銀行←三井信託銀行店舗）
- SMBC日興証券高松支店
- 高松市美術館
- 宮脇書店本店
- 高松中央商店街

## 重複区間
なし

## 通過する自治体
- 香川県高松市

## 交差・接続している道路
| 接続する道路 南← ＜美術館通り＞ →北          | 接続する道路 南← ＜美術館通り＞ →北          | 交差点       | 交差点 |
| -------------------------------------------- | -------------------------------------------- | ------------ | ------ |
| 市道二番町築地線（扇町方面）                 |                                              |              |        |
| ＜県庁前通り＞ 県道173号高松停車場栗林公園線 | ＜県庁前通り＞ 県道173号高松停車場栗林公園線 | 法泉寺前     | 高松市 |
| ＜中央通り＞ 国道30号（国道436号重複）       | ＜中央通り＞ 国道30号（国道436号重複）       | 紺屋町       | 高松市 |
| ＜丸亀町商店街＞ 市道丸亀町栗林線            | ＜丸亀町商店街＞ 市道丸亀町栗林線            | 丸亀町       | 高松市 |
| ＜ライオン通り商店街＞ 市道片原町古馬場線    | ＜ライオン通り商店街＞ 市道片原町古馬場線    | ライオン通り | 高松市 |
| ＜フェリー通り＞ 市道魚屋町栗林線            | ＜フェリー通り＞ 市道魚屋町栗林線            | 今新町       | 高松市 |
| 市道二番町築地線（杣場川方面）               |                                              |              |        |